# Karan Brar
Karan Brar (8 de gener de 1999) és un actor estatunidenc. Va interpretar Chirag Gupta en tres pel·lícules de la franquícia Diary of a Wimpy Kid i Ravi Ross a la sèrie original de Disney Channel Jessie i el seu posterior spin-off Bunk'd.

## Infantesa
Karan Brar va néixer el 18 de gener de 1999 a Redmond, Washington, dels pares Harinder i Jasbinder Brar, que tenen ascendència índia. Va ser criat a Bothell, Washington, i té una sola germana gran, anomenada Sabreena. Brar va assistir a Cedar Wood Elementary School i va estudiar per actor en els tallers de John Robert Powers i de Patti Kalles.

## Carrera
Brar va començar la seva carrera d'actor als 11 anys, protagonitzant l'estudiant de secundària indi Chirag Gupta en la comèdia de llargmetratge Diari of a Wimpy Kid. Nascut i criat als Estats Units, Brar parla naturalment amb accent americà i va treballar amb un entrenador de dialectes per perfeccionar el seu accent indi per al paper.
El març de 2011, Brar va tornar a reprendre el seu paper com a Chirag Gupta a la seqüela del llargmetratge Diari d'un Wimpy Kid: Rodrick Rules. A l'octubre de 2011, es va confirmar que també tornaria a representar el seu paper de Chirag per a la tercera entrega de la franquícia de Wimpy Kid, Diary of a Wimpy Kid: Dog Days, publicada el 3 d'agost de 2012. A l'abril de 2010 va aparèixer a la campanya publicitària Seeds of Compassion que anunciava la visita del Dalai Lama a Seattle, a més de la presentació en anuncis publicitaris per a Shell Gasoline i Committee for Children.
Brar va començar a protagonitzar el paper de l'adoptat indi de deu anys, Ravi Ross, a la sèrie de comèdies de Disney Channel Jessie el setembre de 2011. Durant la pre-producció de l'espectacle, el paper de Ravi originalment havia de ser un noi hispà anomenat Javier d'Amèrica del Sud, però els directors de càsting van quedar impressionats amb Brar durant el procés d'audició i finalment van decidir adaptar el paper per a ell.
Al febrer de 2015, es va anunciar una nova sèrie de Disney Channel Bunk'd, una spin-off de Jessie, en la qual Brar repetiria el seu paper de Ravi Ross, coprotagonitzant al costat de Peyton List i Skai Jackson. Aquell any, interpretà el paper de George en la pel·lícula produïda per Disney Channel Invisible Sister. En 2018, tingué un paper menor en la pel·lícula de ciència-ficció Pacific Rim: Uprising.

## Vida personal
Brar visqué en l'àrea de Los Angeles amb els seus pares i sa germana major, fins que es va mudar amb els actors Cameron Boyce i Sophie Reynolds en maig de 2019. S'expressa fluidament en anglès, panjabi i hindi.

## Filmografia
| Any  | Títol                               | Paper        | Notes           |
| ---- | ----------------------------------- | ------------ | --------------- |
| 2010 | Diary of a Wimpy Kid                | Chirag Gupta |                 |
| 2011 | Diary of a Wimpy Kid: Rodrick Rules | Chirag Gupta |                 |
| 2012 | Diary of a Wimpy Kid: Dog Days      | Chirag Gupta |                 |
| 2012 | Chilly Christmas                    | Caps         | Direct-to-video |
| 2014 | Mr. Peabody & Sherman               | Mason        | Veu de l'actor  |
| 2018 | Pacific Rim: Uprising               | Cadet Suresh |                 |
| 2020 | Stargirl                            | Kevin        |                 |

| Any       | Títol                 | Paper         | Notes                                      |
| --------- | --------------------- | ------------- | ------------------------------------------ |
| 2011–2015 | Jessie                | Ravi Ross     | Paper principal                            |
| 2012      | Pair of Kings         | Tito          | Episodi: "I Know What You Did Last Sunday" |
| 2013      | Sofia the First       | Prince Zandar | Veu de l'actor; 4 episodis (temporada 1)   |
| 2013–2015 | Teens Wanna Know      | Ell mateix    | 3 episodis                                 |
| 2013–2014 | Pass the Plate        | Ell mateix    | Co-amfitrió; 11 episodis                   |
| 2014      | Lab Rats              | Kal Zar       | episodi: "Alien Gladiators"                |
| 2014      | Chasing LA            | Ell mateix    | Sèrie web; 1 episodi                       |
| 2014      | Storyline Online      | Ell mateix    | Sèrie web; 1 episodi                       |
| 2015–2018 | Bunk'd                | Ravi Ross     | Main role, 58 episodis                     |
| 2015      | Invisible Sister      | George        | Disney Channel Original Movie              |
| 2016      | The Night Shift       | Omed          | episodi: "The Thing With Feathers"         |
| 2018      | Youth & Consequences  | Dipankar Gosh | Sèrie web; paper recurrent                 |
| 2018      | Champions             | Arjun         | 1 episodi                                  |
| 2019      | Schooled              | Reza Alavi    | episodi: There’s No Fighting in Fight Club |
| 2019      | Epic Night            | Lillis        | Sèrie web; 4 episodis                      |
| 2019      | Cleopatra in Space    | Gozi          | Veu de l'actor                             |
| 2020      | Mira, Royal Detective | Prince Veer   | Paper principal; veu de l'actor            |